# Moonshine (canção de Bruno Mars)
"Moonshine" é um single promocional do cantor estadunidense Bruno Mars, a quinta faixa do álbum Unorthodox Jukebox. A canção foi escrita por Mars, junto com Philip Lawrence e Ari Levine.

## A música

### Texto
Moonshine é uma canção escrita por Bruno Mars, Philip Lawrence e Mark Ronson, onde Mars diz que espera encontrar uma garota com quem o relacionamento terminou, mas que sabe que não é possível afogar o sofrimento no álcool.

### Influência
Muitos críticos observaram na música uma influência muito forte no estilo de Michael Jackson, o tom da voz de Bruno Mars está no gênero de música que traz à mente o dos anos 80.

## Classificação
| Classificação (2013-2014) | Posição máxima |
| ------------------------- | -------------- |
| Bélgica (Flandres)        | 30             |
| Bélgica (Valônia)         | 4              |
| Coreia do Sul             | 17             |
| Dinamarca                 | 14             |
| França                    | 68             |
| Países Baixos             | 1              |
| Polônia                   | 11             |
| Eslováquia                | 62             |
| Estados Unidos            | 82             |